# Ian Stewart (Leichtathlet)
Ian Stewart (* 15. Januar 1949 in Handsworth, Birmingham) ist ein ehemaliger britischer Langstreckenläufer, der 1969 Europameister im 5000-Meter-Lauf und 1975 Weltmeister im Crosslauf wurde.

## Leben
Mit 15 Jahren begann Stewart unter dem Trainer Geoff Warr bei den Birchfield Harriers mit dem Leistungssporttraining. Seine ersten Erfolge hatte er im Crosslauf, 1968 wurde er Britischer Jugendmeister. Im Sommer 1968 stellte Stewart fünf europäische Juniorenrekorde über 3000 und 5000 Meter auf. 
1969 gewann er bei den Europäischen Hallenspielen in Belgrad in 7:55,4 min über 3000 Meter. Im Sommer siegte er bei den Europameisterschaften in Athen über 5000 Meter in 13:44,8 min. Der Durchbruch in die Weltklasse gelang ihm im Finale der British Commonwealth Games 1970 in Edinburgh. Für Schottland startend gewann er mit dem Europarekord von 13:22,85 min vor seinem Mannschaftskameraden Ian McCafferty in 13:23,4 min, Dritter wurde der Kenianer Kipchoge Keino, der australische Weltrekordhalter Ron Clarke belegte den fünften Platz.
Nachdem Stewart 1971 wegen einer Verletzung kaum starten konnte, kehrte er 1972 zurück. Bei den Olympischen Spielen in München wurde der 5000-Meter-Lauf nach einem schnellen Rennen im Spurt entschieden. Es gewann der Finne Lasse Virén vor dem Tunesier Mohammed Gammoudi, Stewart wurde in 13:27,6 min Dritter mit einer Sekunde Rückstand auf Virén. Auch Steve Prefontaine (USA) und der Belgier Emiel Puttemans blieben unter dem olympischen Rekord, den Puttemans im Vorlauf aufgestellt hatte.
Nachdem Stewart im Januar 1974 bei den British Commonwealth Games in Christchurch mit dem fünften Platz über 5000 Meter und dem sechsten Platz über 10.000 Meter sehr unzufrieden war, versucht er sich im Sommer 1974 als Radsportler. Im Winter kehrte er zur Leichtathletik zurück und siegte zum Jahresabschluss bei der San Silvestre Vallecana. Bei den Halleneuropameisterschaften 1975 in Kattowitz gewann er über 3000 Meter in 7:58,6 min im Spurt vor dem zeitgleichen Finnen Pekka Päivärinta. Eine Woche später gewann er bei den Crosslauf-Weltmeisterschaften in Rabat den Titel mit einer Sekunde Vorsprung auf den Spanier Mariano Haro. Bei den Olympischen Spielen 1976 in Montreal wurde er über 5000 Meter in 13:27,65 min Siebter und hatte dabei weniger als drei Sekunden Rückstand auf den Sieger Lasse Virén.
1977 stellte er im Straßenlauf mit 45:13 min eine Weltbestleistung über die Distanz von 10 Meilen auf. 
Ian Stewart ist 1,78 m groß und wog in seiner Wettkampfzeit 65 kg. 1979 wurde er mit dem Orden MBE ausgezeichnet, 2002 in die Scottish Hall of Fame aufgenommen. Sein Bruder Peter Stewart (* 1947) wurde 1971 Halleneuropameister über 3000 Meter und seine Schwester Mary Stewart (* 1956) 1977 Halleneuropameisterin über 1500 Meter.

## Bestleistungen
- 1500 m: 3:39,12 min, 1. September 1969, London
- 1 Meile: 3:57,3 min, 11. Juni 1969, Reading
- 2000 m: 5:02,98 min, 4. Juli 1975, London
- 3000 m: 7:46,83 min, 26. Mai 1976, London
  - Halle: 7:50,0 min, 29. Januar 1972, Cosford
- 5000 m: 13:22,85 min, 25. Juli 1970, Edinburgh
- 10.000 m: 27:43,03 min, 9. September 1977, London